# 침천정
침천정(枕泉亭)은 경상북도 안동시 도산면 온혜리에 있다. 2010년 3월 12일 안동시의 문화유산 제53호로 지정되었다.